# Mirabelle von Pillnitz

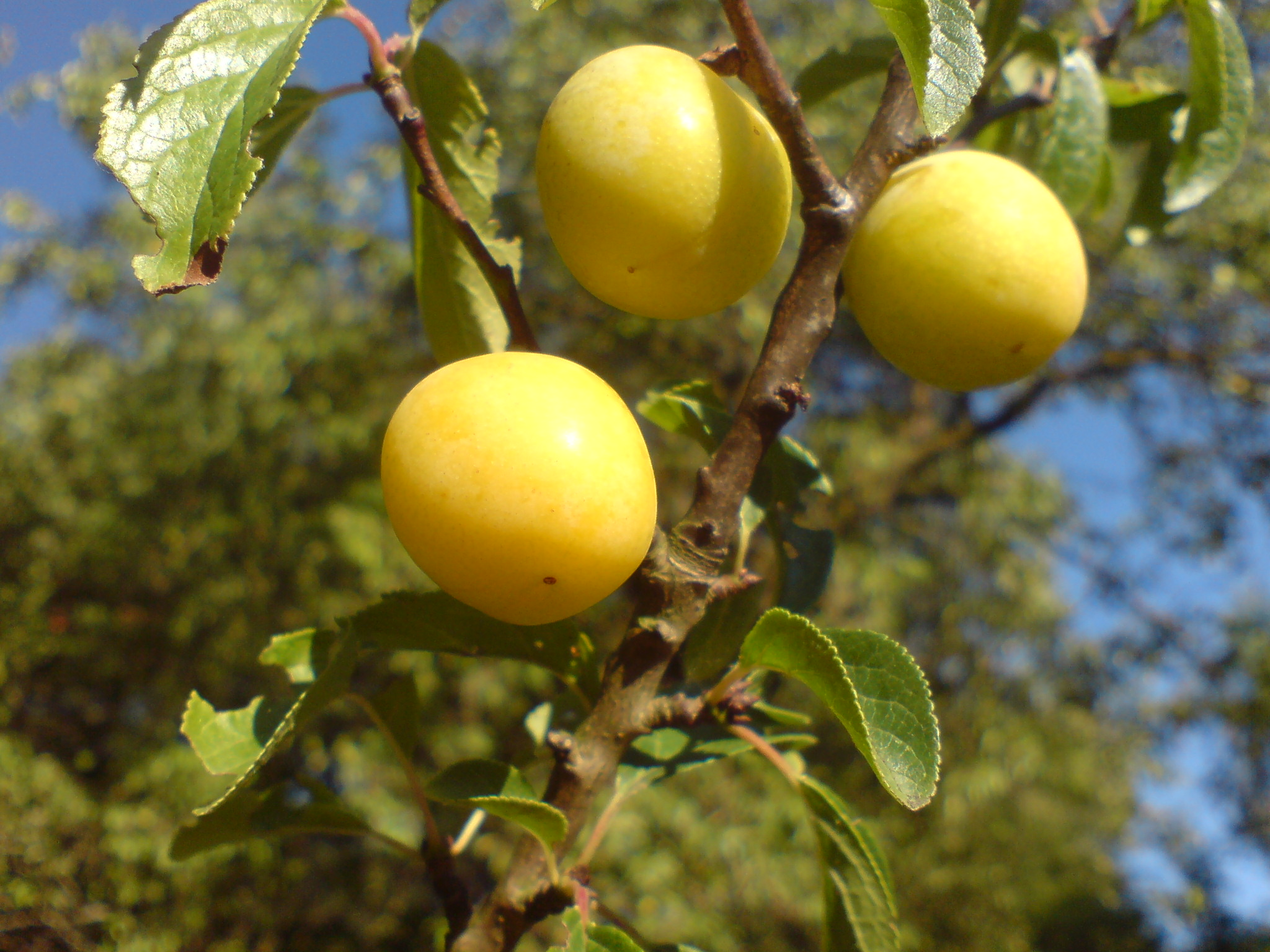
Mirabelle von Pillnitz

Die Mirabelle von Pillnitz (auch Mirabelle aus Pillnitz oder Pillnitzer Mirabelle genannt) ist eine Mirabellensorte (Prunus domestica subsp. syriaca).

## Herkunft
Die Sorte wurde etwa um das Jahr 1990 am Institut für Züchtungsforschung an Obst, einer Einrichtung des Julius Kühn-Instituts, im Dresdner Stadtteil Pillnitz gezüchtet. Es handelt sich um eine Kreuzung der Großen Grünen Reneklode und der Roten Nectarinenpflaume.

## Beschreibung
Die Mirabelle von Pillnitz ist eine neuere, eher selten vorkommende Sorte. Die kleinen, kugelförmigen Früchte sind gelblich bis gelb, sehr süß und sehr aromatisch. Die Erntezeit ist von August bis September. Genutzt wird die Pillnitzer Mirabelle als Tafelobst, konserviert als Wirtschaftsobst und destilliert als Obstbrand. Der Baum erreicht eine Wuchshöhe von bis zu 3 Metern und gilt damit als auch für Kleingärten geeignetes Gehölz.
Die Mirabelle von Pillnitz zählt zu den „hochgradig toleranten“ Steinobstsorten gegenüber der Scharka-Krankheit, der bedeutendsten Krankheit des Steinobstes.